# 루스 밀리컨
루스 개럿 밀리컨 (Ruth Garrett Millikan, 1933년 ~ )은 미국의 생물학, 심리학, 언어 철학자이다. Millikan은 대부분의 경력 을 코네티컷 대학교에서 보냈으며 현재 이곳에서 명예 철학 교수로 재직하고 있다.
그녀는 장 니코드 상을 수상했으며 2002년 파리에서 Jean Nicod Lectures를 가졌다. 그녀는 2014년 미국 예술 과학 아카데미 회원으로 선출되었다. 2017년 에는 피츠버그 대학에서 체계 철학으로 니콜라스 레셔 상(Nicholas Rescher Prize 을, 논리 및 철학 부문에서 롤프 쇽상( Rolf Schock Prize )을 수상했다.
1989년 논문에서 "생물학적 의미론"이라고 언급한 관점으로 가장 유명하다.  생물의미학은 철학자들이 종종 " 지향성 "이라고 부르는 것에 대한 이론이다. 의도는 사물이 다른 사물에 대한 '에 대한' 현상이며 패러다임의 경우는 생각과 문장이다. 예를 들어, 당신이 나를 위해 내 집안일을 해줄 것이라는 내 믿음은 당신과 내 집안일에 관한 것이다. 그에 상응하는 욕망, 의도 또는 말이나 글로 된 명령도 마찬가지이다.
일반적으로 지향성 이론의 목표는 현상(사물이 다른 사물 '에 관한')을 보다 유익한 다른 용어로 설명하는 것이다. 그러한 이론은 이 '어바웃니스'가 무엇을 구성하는지에 대한 설명을 제공하는 것을 목표로 한다. 화학이 물이 무엇으로 구성되어 있는지에 대한 이론으로 "물은 H2O이다"라는 주장을 제시하는 것처럼, 생물의미학은 의도성을 구성하는 설명을 목표로 한다. Millikan은 이러한 설명이 오류, 혼란, 존재하지 않는 어떤 것과의 관계('대략' 관계)에 서 있는 것처럼 보이는 것과 같은 사고 방식의 특징을 적절하게 다루어야 한다고 강조한다. 예를 들면: 막대기가 구부러진 것을 '보는' 사람이 있지만 물에서 빼낸 후에는 달리 깨닫다. 경험이 부족한 광부인 그는 자신이 부자가 되었다고 생각하지만 황철석("바보의 금") 덩어리를 들고 있다. 야전사령관은 다음날의 전투에 대해 생각하고, 아이는 유니콘을 타고 싶어하고, "최고의 소수"라는 문구는 어떻게든 존재할 수 없는 숫자에 대해 '약'이다(이에 대한 간단한 증거가 있다).

## 같이 보기
- 장 니코드 상
- 미국 철학